# Батлер (Пенсилванија)
Батлер (енгл. Butler) град је у америчкој савезној држави Пенсилванија. По попису становништва из 2010. у њему је живело 13.757 становника.

## Демографија
Према попису становништва из 2010. у граду је живело 13.757 становника, што је 1.364 (9,0%) становника мање него 2000. године.
| Група             | 2000.          | 2010.          |
| Белци             | 14.319 (94,7%) | 12.671 (92,1%) |
| Афроамериканци    | 335 (2,2%)     | 372 (2,7%)     |
| Азијати           | 66 (0,4%)      | 66 (0,5%)      |
| Хиспаноамериканци | 215 (1,4%)     | 331 (2,4%)     |
| Укупно            | 15.121         | 13.757         |